# Paraborkhausenites innominatus
Paraborkhausenites innominatus är en fjärilsart som beskrevs av Kusnetzov 1941. Paraborkhausenites innominatus ingår i släktet Paraborkhausenites och familjen plattmalar. Inga underarter finns listade i Catalogue of Life.